# Alexander Pantages
Alexander Pantages, né Alexander Pantazis en 1864 à Andros (Grèce) et mort le 17 février 1936 à Los Angeles (Californie), est un impresario de vaudeville américain et l'un des premiers producteurs de films. Il est propriétaire d'un un vaste circuit de théâtres aux États-Unis.

## Biographie
Alexander Pantages s'est enfui à l'âge de 9 ans lors d'un voyage au Caire avec son père et embarque sur un navire français. Travaillant comme matelot, il se retrouve au Panama deux ans plus tard et participe à la construction du canal avant qu'une épidémie de paludisme ne l'oblige à partir en Californie. 
Installé à San Francisco, il travaille comme serveur avant de se rendre au Yukon pour la ruée vers l'or. Ici il rencontre et s'associe avec Kathleen Eloise Rockwell, une danseuse de saloon connue sous le nom de « Klondike Kate, Belle of the Yukon » avec qui il exploite le théâtre de vaudeville Orpheum à Dawson City.
En 1896, il devient propriétaire d'un restaurant au 121 Fifth Street. En décembre de cette année-là, il est arrêté pour contrebande d'opium. Les charges sont abandonnées après qu'il a été établi que la nuit du crime présumé, il s'entraînait pour un combat de boxe.
Il entretient une relation amoureuse mouvementée avec Klondike Kate. Cette dernière lui emprunte de l'argent pour s'installer à Seattle en 1902, où il ouvre son premier théâtre, le Crystal, une salle de 120 m2 de surface. Ici il organise des projections de films et produit d'entre quinze et vingt spectacles de vaudeville par jour. 
En 1904, Alexander Pantages ouvre sa deuxième salle, le Pantages Theater, située au centre-ville de Seattle. Cette année-là, il marie une jeune violoniste originaire d'Oakland.